# Поташня (Люблінське воєводство)
Поташня (пол. Potasznia) — село в Польщі, у гміні Рудник Красноставського повіту Люблінського воєводства.
Населення — 115 осіб (2011).
У 1975-1998 роках село належало до Замойського воєводства.

## Демографія
Демографічна структура станом на 31 березня 2011 року:
|          | Загалом | Допрацездатний вік | Працездатний вік | Постпрацездатний вік |
| -------- | ------- | ------------------ | ---------------- | -------------------- |
| Чоловіки | 57      | 7                  | 40               | 10                   |
| Жінки    | 58      | 11                 | 29               | 18                   |
| Разом    | 115     | 18                 | 69               | 28                   |